# Еуфразиева базилика
Еуфразиевата базилика (на хърватски: Eufrazijeva bazilika) е раннохристиянска базилика в град Пореч, Хърватия.
Архитектурният комплекс включва също сакристия, баптистерий, епископска резиденция и камбанария. В списъка на световното културно наследство на ЮНЕСКО от 1997 г.

## История
Първоначално още в IV век на това място е издигнат малък параклис посветен на свети Мавър, покровителя на Пореч. По-късно през VI век е преустроен в еднокорабна църква, чиято мозайка и до днес е запазена и понастоящем се намира в градината на базиликата. През 539 г. Пореч преминава под контрола на Византия и на мястото на старата църква, полусрината при готските нападения, е изградена по заповед на епископ Еуфразий съвременната базилика, станала известна като Еуфразиевата базилика. Строителството продължава десет години. На една от мозайките на апсидите редом до Св. Мавър стои изображение на епископ Еуфразий, държащ в ръце макет на базиликата.
При земетресението от 1440 г. базиликата пострадва и известно време е запусната, но през XVIII век е реконструирана като са добавени и барокови елементи. Те са отстранени при последвал ремонт през XX в.